# Mateus dos Santos Castro
Mateus dos Santos Castro, genannt Mateus, (* 11. September 1994 in Itabuna) ist ein brasilianischer Fußballspieler.

## Karriere
Mateus erlernte das Fußballspielen in den Jugendmannschaften der brasilianischen Vereine Itabuna EC, Cruzeiro Belo Horizonte und EC Bahia. Bei Bahia stand er auch nach der Ausbildung unter Vertrag. Von August 2014 bis Januar 2015 wurde er an den japanischen Erstligisten Ōmiya Ardija aus Saitama ausgeliehen. Am Ende der Saison musste er mit dem Club den Weg in die Zweitklassigkeit antreten. Mitte 2015 wechselte er wieder auf Leihbasis nach Japan zu Ōmiya Ardija. Am Ende der Saison wurde er mit Ardija Meister der J2 League und stieg in die erste Liga auf. Nach Ende der Ausleihe kehrte er nicht zum EC Bahia zurück. Er wurde Anfang 2017 für eine Ablösesumme von 443.000 Euro von Ardija fest verpflichtet. Ende 2017 stieg er mit Ardija wieder in die zweite Liga ab. Von 2017 bis 2018 absolvierte er 66 Spiele für Ardija. 2019 nahm ihn der Erstligist Nagoya Grampus aus Nagoya unter Vertrag. Ligakonkurrent Yokohama F. Marinos aus Yokohama lieh ihn von August 2019 bis Dezember 2019 aus. Mit dem Club wurde er Ende 2019 japanischer Fußballmeister. Im Januar kehrte er wieder zu Nagoya Grampus zurück. Am 30. Oktober 2021 stand er mit Nagoya im Finale des J. League Cup. Das Finale gegen Cerezo Osaka gewann man mit 2:0. Im August 2023 wechselte Mateus nach Saudi-Arabien zu al-Taawoun. Mit dem Verein aus Buraida spielte er 27-mal in der ersten Liga, der Saudi Professional League. Im Januar 2025 kehrte er nach Japan zurück, wo ihn sein ehemaliger Verein Nagoya Grampus wieder unter Vertrag nahm.

## Erfolge
Ōmiya Ardija
- Japanischer Zweitligameister: 2015  ▲

Yokohama F. Marinos
- Japanischer Meister: 2019

Nagoya Grampus
- Japanischer Ligapokalsieger: 2021